# Giorgio Milanetti
Giorgio Milanetti (* 1955) ist ein italienischer Indologe, Autor und Filmregisseur.
Milanetti lehrt als außerordentlicher Professor für Sprache und Literatur der Hindus an der Universität La Sapienza in Rom. Von 2005 bis 2008 war er Leiter der Abteilung für Orientalische Studien.
In den 1980er Jahren veröffentlichte Milanetti in Zusammenarbeit mit Laxman Prasad Mishra zwei Bücher zu mittelalterlichen religiösen Texten des Hinduismus und spezialisierte sich auf die Mythen des 15. bis 17. Jahrhunderts. Später widmete er sich auch modernen Themen und verfasste einen Sprachkurs Italienisch-Hindi.
1990 drehte Milanetti mit Fördermitteln des Ministeriums für Tourismus den nach eigenem Drehbuch entstandenen Film Agnes, der fast unter Ausschluss der Öffentlichkeit bei nur wenigen Gelegenheiten gezeigt wurde. In ihm beschreibt Milanetti die Lebensumstände junger Menschen in der Kleinstadt.

## Veröffentlichungen
Dio senza attributi (Rom, 1984), Il Divino Amante (Rom, 1988), Il poema della donna di loto (Venedig, 1995), La spiritualità della vita quotidiana: l’insegnamento dell’Unità in Francesco d’Assisi e nel medioevo indiano (Ancona, 2003), Oltre le campagne, fuori dei villaggi: storia morale dei tribali indiani (Mailand, 2003)